# Torneo de Monterrey 2014
El Monterrey Open de 2014 fue un torneo de tenis femenino jugado en cancha duras al aire libre. Esta fue la 6.ª edición del Abierto de Monterrey, un torneo internacional. Se llevó a cabo en el Club de Tenis Sierra Madre en Monterrey, México, del 31 de marzo al 6 de abril.

## Cabezas de serie

### Individual
| Tenista              | Ranking | Preclasificada |
| Flavia Pennetta      | 12      | 1              |
| Ana Ivanovic         | 13      | 2              |
| Caroline Wozniacki   | 18      | 3              |
| Kirsten Flipkens     | 23      | 4              |
| Garbiñe Muguruza     | 34      | 5              |
| Magdaléna Rybáriková | 36      | 6              |
| Karin Knapp          | 50      | 7              |
| Mónica Puig          | 58      | 8              |

### Dobles
| Tenista                                | Ranking | Preclasificada |
| Timea Babos Olga Govortsova            | 93      | 1              |
| Gabriela Dabrowski Oksana Kalashnikova | 107     | 2              |
| Darija Jurak Megan Moulton-Levy        | 110     | 3              |
| Kimiko Date-Krumm Karolína Plíšková    | 140     | 4              |

## Campeonas

### Individuales femeninos
Ana Ivanović venció a  Jovana Jakšić por 6-2, 6-1.  

### Dobles femenino
Darija Jurak /  Megan Moulton-Levy vencieron a  Timea Babos /  Olga Govortsova por 7-6(5), 3-6, [11-9].